# Décimo Velio Rufo Juliano
Décimo Velio Rufo Juliano (en latín, Decimus Velius Rufus Iulianus) fue un senador romano de la segunda mitad del siglo II, que desarrolló su carrera política bajo los imperios de Marco Aurelio y Cómodo.

## Orígenes y carrera
De origen sirio, hijo probablemente del senador Velio Rufo, amigo de Frontón, su único cargo conocido fue el de consul ordinarius en 178, bajo Marco Aurelio.
Una vez que Cómodo subió al trono, Velio Rufo fue acusado de conspirar contra el emperador y ejecutado por ello.